# Inger Lise Rypdal
Pour les articles homonymes, voir Rypdal.
Inger Lise Rypdal (née le 14 décembre 1949) est une artiste norvégienne, à la fois chanteuse et actrice. Elle commença sa carrière en 1968.

## Discographie

### Albums
- 1973 : Fra 4 til 70
- 1974 : Den stille gaten
- 1974 : 830 s med Stein Ingebrigtsen
- 1975 : Feeling
- 1977 : Tider kommer, tider går
- 1979 : Inger Lise
- 1982 : Kontakt
- 1983 : Just for you
- 2000 : Parade [Samlealbum], en duo avec Stein Ingebrigtsen
- 2000 : Tid [Samlealbum]

### Singles
- 1968 : Romeo og Julie / Det var musikk for meg
- 1975 : I don't like to sleep alone / Norsktoppen, en duo avec Stein Ingebrigtsen

## Filmographie
- 1969 : Himmel og helvete : Popsangerinnen
- 1974 : Ungen : Alvilde
- 1975 : Einar Schankes gledeshus
- 1976 : Kjære Maren : Maren
- 1978 : En Vandring i solen : Marion
- 1979 : Lucie : Lucie
- 1980 : Fabel (film) (no) : Den unge kvinnen
- 1987 : Feldmann saken : Molly
- 1988 : Enkel resa : Birgit
- 1998 : Venner og fiender (série TV) : Marianne Fossum
- 2000 : 7 dødssyndene, De
- 2000 : Likegyldighet